# Байков, Матвей Андреевич
Матвей Андреевич Байков (1800—1849) — директор удельного земледельческого училища.

## Биография
Родился 7 августа 1800 года[по какому календарю?] в дворянской семье.
В 1819 году он окончил физико-математический факультет Харьковского университета со степенью кандидата; в 1820 году был определён преподавателем математических наук в Харьковском институте благородных девиц.
В 1821 году защитил диссертацию «О различных способах излагать дифференциальное исчисление и о достоинствах каждого способа» и в 1822 году после получения степени магистра был назначен, с 24 ноября, адъюнктом по кафедре чистой математики Харьковского университета; с 17 февраля 1826 года — экстраординарный профессор. Был директором студенческого библейского общества.
В 1828 году по собственному желанию был перемещён на кафедру сельского хозяйства и домоводства, продолжая безвозмездно читать и чистую математику. С 19 сентября 1829 года утверждён ординарным профессором.
В 1832 году он был вызван в Санкт-Петербург для устройства образцовой фермы сельского хозяйства для удельных крестьян, при которой им было создано Удельное земледельческое училище. Байков до самого конца своей жизни состоял его директором. С 29 марта 1844 года — действительный статский советник.
Умер 20 января (февраля?) 1849 года.